# Dark Tranquillity
Dark Tranquillity – melodic death metalowy zespół powstały w Göteborgu w Szwecji. Wraz z In Flames oraz At the Gates uznawany za prekursora gatunku.

## Historia

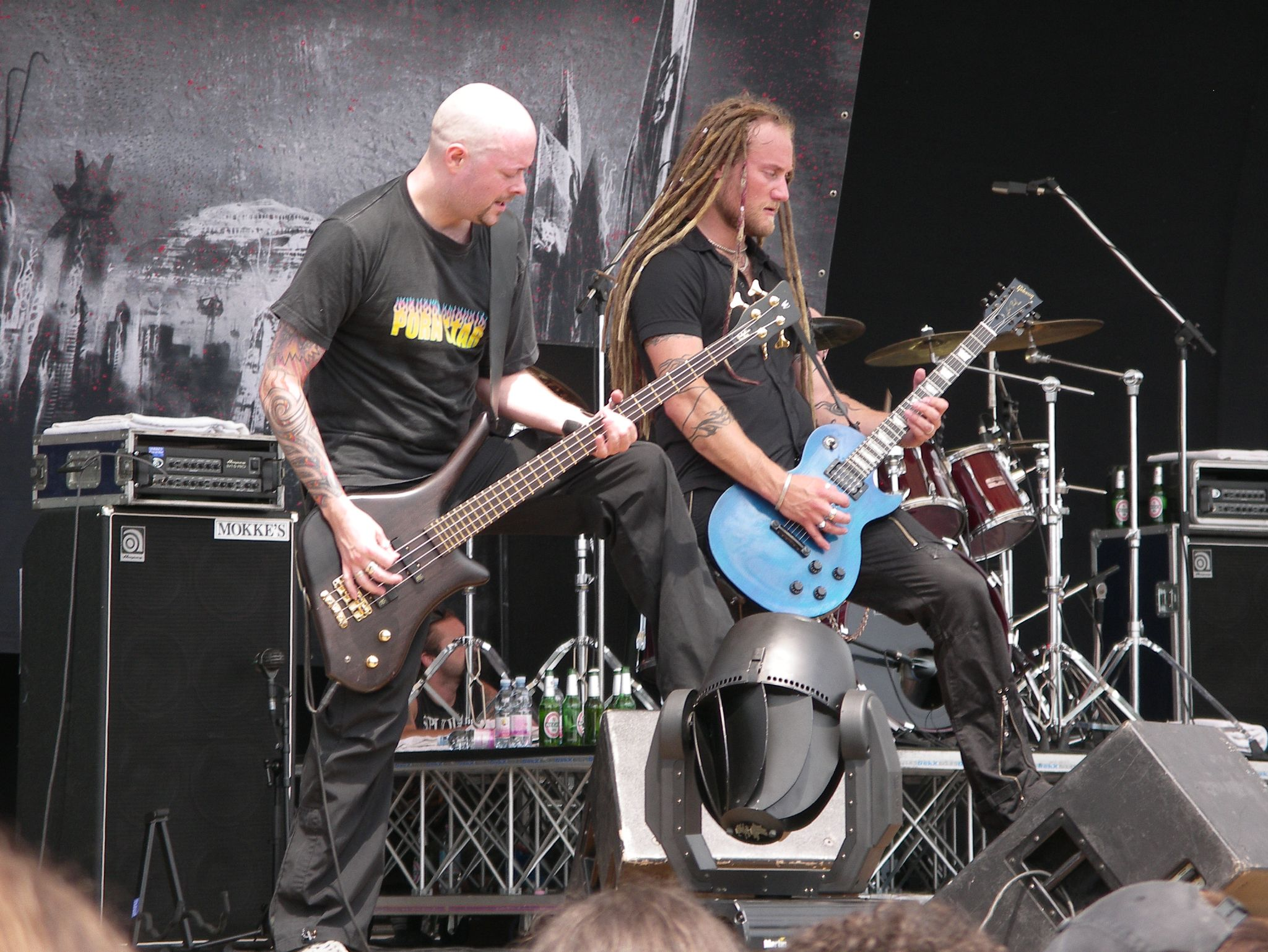
Dark Tranquillity, 2005

Grupa została założona w 1989 roku w Göteborgu pod nazwą Septic Broiler. Powstała z inicjatywy gitarzystów Mikaela Stanne’a i Niklasa Sundina. Jakiś czas później skład formacji uzupełnili wokalista Anders Fridén, basista Martin Henriksson oraz perkusista Anders Jivarp.
W lipcu 1990 roku grupa wydała kasetę demo zatytułowaną Enfeebled Earth. 9 grudnia ukazało się drugie demo zespołu, Rehearsal December 1990.
W 1991 roku zespół zmienił nazwę na Dark Tranquillity. Pod nowym szyldem grupa wydała 23 marca kasetę demo zatytułowaną Trail of Life Decayed.
W 1992 roku nakładem wytwórni płytowej Slaughter ukazał się pierwszy minialbum grupy, A Moonclad Reflection. W czerwcu przez wytwórnię Guttural Records został wydany następny minialbum zatytułowany Trail of Life Decayed.
30 sierpnia 1993 roku ukazał się debiutancki album studyjny grupy zatytułowany Skydancer. Jakiś czas później główny wokalista Dark Tranquillity, Anders Fridén, opuścił formację na rzecz grupy In Flames. Mikael Stanne, który wcześniej wykonywał partie gitary rytmicznej, przejął rolę wokalisty. Do grupy dołączył gitarzysta Fredrik Johansson.
Przed wydaniem albumu Projector (nominowanego do szwedzkiej nagrody Grammy) w 1999 roku, Fredrik Johansson został poproszony przez Dark Tranquillity o wzięcie urlopu. Później Martin Henriksson zamiast gry na gitarze basowej zastąpił Johanssona, a do zespołu dołączyli: Michael Nicklasson (obecnie) grający na basie i Martin Brändström (instrumenty klawiszowe). Zespół podpisał kontrakt z Century Media Records.

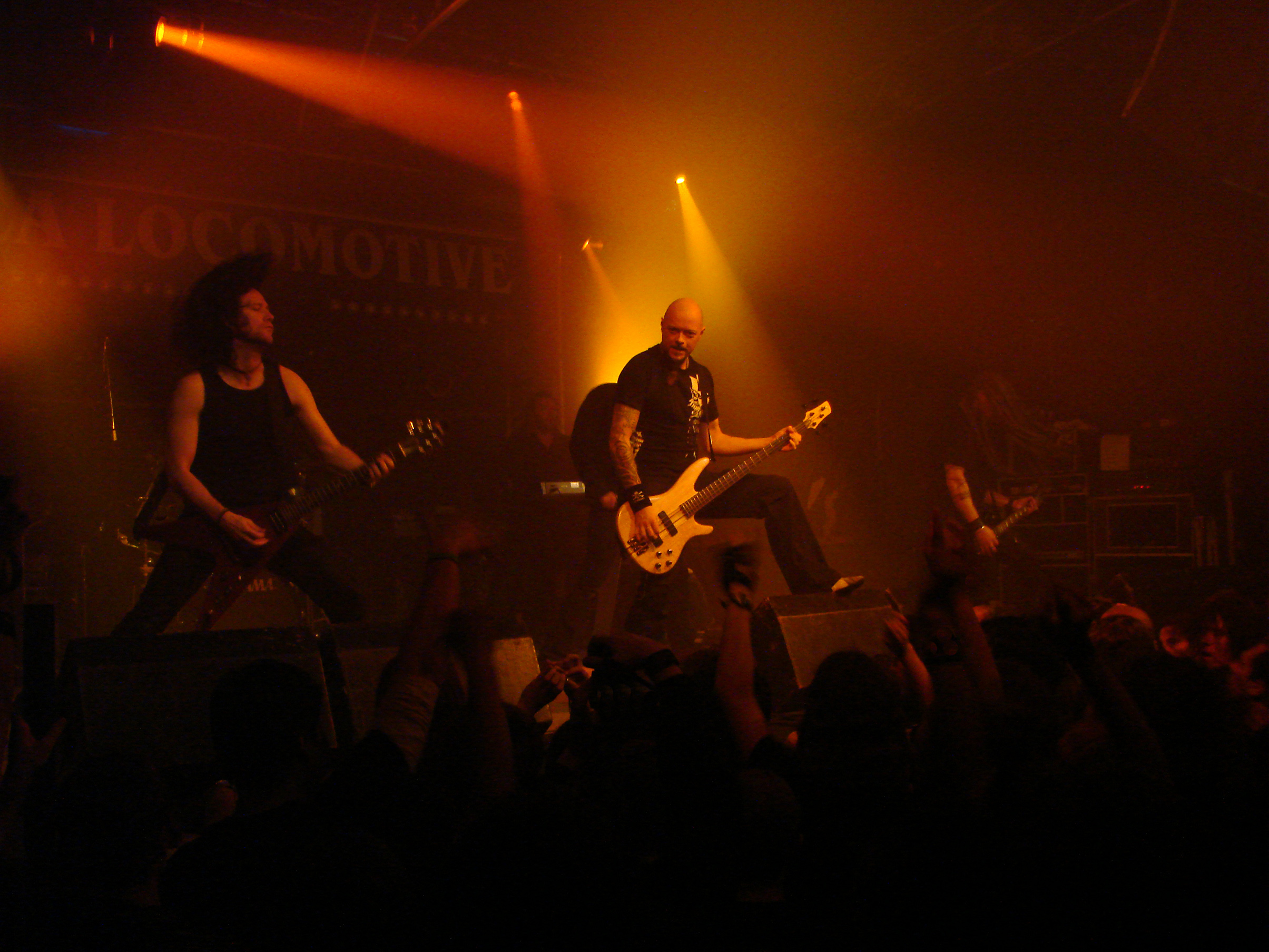
Dark Tranquillity, 2007

Od 1995 do 2002 roku wszystkie nagrania Dark Tranquillity zostały wyprodukowane przez Fredrika Nordströma, który znany jest jako jeden z czołowych producentów melodic death metalowych. Potem zespół współpracował z Tue Madsenem.
W kwietniu 2007 roku wydali płytę Fiction. Po jej wydaniu zespół ruszył w trasę koncertową po Północnej Ameryce Metal For The Masses wraz z zespołami The Haunted, Into Eternity, Scar Symmetry. Wrócili do Stanów Zjednoczonych w czasie wiosny z Arch Enemy. Koncertowali również w Wielkiej Brytanii na początku 2008 roku wraz z Omnium Gatherum. 26 października 2009 roku ukazała się płyta DVD zatytułowana Where Death Is Most Alive. Na swojej stronie internetowej ogłosili, że basista Mikael Niklasson odszedł z zespołu w sierpniu 2008 roku z powodów osobistych. 19 września zespół znalazł nowego basistę Daniela Antonssona, który w przeszłości był gitarzystą Soilwork.
W październiku 2009 roku Dark Tranquillity zakończyło pracę nad dziewiątym albumem studyjnym We Are the Void. Płyta ukazała się 24 lutego 2010 roku nakładem Century Media Records.
W 2021 roku wokalista zespołu Mikael Stanne, wraz z byłymi muzykami zespołu In Flames, założył nowy zespół o nazwie The Halo Effect, mimo to Stanne nadal gra i koncertuje z zespołem Dark Tranquillity.

## Muzycy
| Obecny skład zespołu - Anders Jivarp – perkusja (od 1991) - Christopher Amott – gitara (od 2020) - Johan Reinholdz – gitara (od 2020) - Mikael Stanne – gitara (1991–1993), wokal prowadzący (od 1993) - Martin Brändström – instrumenty klawiszowe (od 1999) - Anders Iwers – gitara basowa (od 2016) |  | Byli członkowie zespołu - Martin Henriksson – gitara basowa (1991–1999, 2013–2016), gitara (1999–2016) - Anders Fridén – wokal prowadzący (1991–1993) - Fredrik Johansson – gitara (1993–1999) - Michael Nicklasson – gitara basowa (1999–2008) - Daniel Antonsson – gitara basowa (2008–2013) - Niklas Sundin – gitara (1991–2020) |  | Muzycy koncertowi - Anders Iwers – gitara basowa (2015–2016) - Jens Florén – gitara (od 2016) - Robin Engström – perkusja (2001) - Erik Jacobson – gitara (2015) |

## Dyskografia
Albumy studyjne
| Skydancer                               | - Data: 30 sierpnia 1993 - Wydawca: Spinefarm Records      | –  | –  | –   | –  | –  | –  | –  | –   | –   | –   |
| The Gallery                             | - Data: 27 listopada 1995 - Wydawca: Osmose Productions    | –  | –  | –   | –  | –  | –  | –  | –   | –   | –   |
| The Mind’s I                            | - Data: 21 kwietnia 1997 - Wydawca: Osmose Productions     | –  | –  | –   | –  | –  | –  | –  | –   | –   | –   |
| Projector                               | - Data: 21 czerwca 1999 - Wydawca: Century Media Records   | –  | –  | –   | –  | –  | –  | –  | –   | –   | –   |
| Haven                                   | - Data: 17 lipca 2000 - Wydawca: Century Media Records     | –  | –  | –   | –  | –  | –  | –  | –   | –   | –   |
| Damage Done                             | - Data: 22 lipca 2002 - Wydawca: Century Media Records     | 29 | –  | 146 | –  | 83 | –  | 90 | –   | –   | –   |
| Character                               | - Data: 24 stycznia 2005 - Wydawca: Century Media Records  | 3  | –  | 173 | 30 | 83 | 57 | 54 | –   | –   | –   |
| Fiction                                 | - Data: 17 kwietnia 2007 - Wydawca: Century Media Records  | 12 | –  | 145 | 19 | 59 | 34 | 57 | –   | –   | –   |
| We Are the Void                         | - Data: 24 lutego 2010 - Wydawca: Century Media Records    | 9  | 70 | 138 | 16 | 59 | –  | 89 | –   | 100 | –   |
| Construct                               | - Data: 27 maja 2013 - Wydawca: Century Media Records      | 9  | 68 | 136 | 15 | 37 | –  | 70 | 171 | 108 | –   |
| Atoma                                   | - Data: 4 listopada 2016 - Wydawca: Century Media Records  | 2  | 36 | 125 | 15 | 23 | 47 | 64 | –   | 88  | 80  |
| Moment                                  | - Data: 20 listopada 2020 - Wydawca: Century Media Records | 14 | 16 | 181 | 9  | 17 | 96 | –  | –   | 50  | 196 |
| „–” oznacza, że album nie był notowany. |                                                            |    |    |     |    |    |    |    |     |     |     |

Minialbumy
| A Moonclad Reflection                    | - Data: 1992 - Wydawca: Slaughter Records                  | –  |
| Of Chaos and Eternal Night               | - Data: 1995 - Wydawca: Spinefarm Records                  | –  |
| Enter Suicidal Angels                    | - Data: 25 listopada 1996 - Wydawca: Osmose Productions    | –  |
| Lost to Apathy                           | - Data: 15 listopada 2004 - Wydawca: Century Media Records | 47 |
| Zero Distance EP                         | - Data: 5 marca 2012 - Wydawca: Century Media Records      | –  |
| „–” oznacza, że singel nie był notowany. |                                                            |    |

Albumy wideo
| Zodijackyl Light                        | - Data: 1996 - Wydawca: Osmose Productions                    | – |
| Live Damage                             | - Data: 27 września 2003 - Wydawca: Century Media Records     | – |
| Where Death Is Most Alive               | - Data: 26 października 2009 - Wydawca: Century Media Records | 1 |
| „–” oznacza, że album nie był notowany. |                                                               |   |

Albumy koncertowe
| Tytuł                     | Dane dot. albumu                                              |
| ------------------------- | ------------------------------------------------------------- |
| Where Death Is Most Alive | - Data: 26 października 2009 - Wydawca: Century Media Records |

Kompilacje
| Tytuł                                  | Dane dot. albumu                                              |
| -------------------------------------- | ------------------------------------------------------------- |
| Tranquillity                           | - Data: 1993 - Wydawca: Carnage Records                       |
| Skydancer / Of Chaos and Eternal Night | - Data: 1999 - Wydawca: Century Media Records                 |
| Exposures – In Retrospect and Denial   | - Data: 24 maja 2004 - Wydawca: Century Media Records         |
| Manifesto of Dark Tranquillity         | - Data: 27 lutego 2009 - Wydawca: Century Media Records       |
| Yesterworlds                           | - Data: 22 maja 2009 - Wydawca: Century Media Records         |
| The Dying Fragments                    | - Data: 30 października 2009 - Wydawca: Century Media Records |

Inne
| Tytuł                                                                  | Dane dot. albumu                                       |
| ---------------------------------------------------------------------- | ------------------------------------------------------ |
| Trail of Life Decayed (demo)                                           | - Data: 1 marca 1991 - Wydawca: wydanie własne         |
| Promo '94 (demo)                                                       | - Data: marzec 1994 - Wydawca: wydanie własne          |
| The Official Demo Series Vol. 1 (split z Infernäl Mäjesty i Hunger)    | - Data: 1999 - Wydawca: Metal Invader                  |
| In Requiem / Fiction (split z Paradise Lost, Turisas i In This Moment) | - Data: kwiecień 2007 - Wydawca: Century Media Records |

## Teledyski
| Tytuł                                  | Rok  | Reżyseria             | Album           | Źródło |
| -------------------------------------- | ---- | --------------------- | --------------- | ------ |
| „Hedon”                                | 1997 | Dick Bewarp           | The Mind’s I    | [ 25 ] |
| „Zodijackyl Light”                     | 1997 | Dick Bewarp           | The Mind’s I    | [ 25 ] |
| „ThereIn”                              | 1999 | Henrik Bengtsson      | Projector       | [ 25 ] |
| „Monochromatic Stains”                 | 2002 | Achilleas Gatsopoulos | Damage Done     | [ 25 ] |
| „Lost To Apathy”                       | 2005 | Roger Johansson       | Character       | [ 26 ] |
| „The New Build”                        | 2005 | Roger Johansson       | Character       | [ 27 ] |
| „Focus Shift”                          | 2007 | Roger Johansson       | Fiction         | [ 28 ] |
| „Terminus (Where Death Is Most Alive)” | 2007 | Sven Kirk             | Fiction         | [ 25 ] |
| „Misery’s Crown”                       | 2009 | –                     | Fiction         | [ 29 ] |
| „Shadow in Our Blood”                  | 2010 | Vasara Films          | We Are The Void | [ 30 ] |
| „The Fatalist”                         | 2010 | –                     | We Are The Void | [ 25 ] |
| „Iridium”                              | 2011 | Niklas Sundin         | We Are The Void | [ 31 ] |
| „Zero Distance”                        | 2011 | Aduro Labs            | We Are The Void | [ 32 ] |
| „In My Absence”                        | 2012 | Niklas Sundin         | We Are The Void | [ 33 ] |
| „Uniformity”                           | 2013 | Patric Ullaeus        | Construct       | [ 34 ] |
| „The Science Of Noise”                 | 2015 | –                     | Construct       | [ 35 ] |
| „The Pitiless”                         | 2016 | –                     | Atoma           | [ 36 ] |

## Nagrody i wyróżnienia
| Rok  | Kategoria             | Tytułem   | Nagroda | Nota      | Źródło |
| ---- | --------------------- | --------- | ------- | --------- | ------ |
| 2000 | Årets hårdrock        | Projector | Grammis | Nominacja | [ 37 ] |
| 2008 | Årets hårdrock        | Fiction   | Grammis | Nominacja | [ 38 ] |
| 2017 | Årets Hårdrock/Metall | Atoma     | Grammis | Nominacja | [ 39 ] |